# Newport-on-Tay
Newport-on-Tay är en ort i Storbritannien.   Den ligger i kommunen Fife och riksdelen Skottland, i den norra delen av landet, 600 km norr om huvudstaden London. Newport-on-Tay ligger 43 meter över havet och antalet invånare är 4 203.
Terrängen runt Newport-on-Tay är platt. Havet är nära Newport-on-Tay västerut. Runt Newport-on-Tay är det ganska tätbefolkat, med 172 invånare per kvadratkilometer. Närmaste större samhälle är Dundee, 4,1 km nordväst om Newport-on-Tay. Trakten runt Newport-on-Tay består till största delen av jordbruksmark.